# Dolophones nasalis
Dolophones nasalis är en spindelart som först beskrevs av Butler 1876.  Dolophones nasalis ingår i släktet Dolophones och familjen hjulspindlar.
Artens utbredningsområde är Queensland. Inga underarter finns listade i Catalogue of Life.